# W-ZERO3
W-ZERO3（ダブリュー・ゼロスリー）はシャープ・ウィルコム（現：ワイモバイル）・マイクロソフトの3社が共同開発し、ウィルコム向けに供給された携帯情報端末（PDA）、スマートフォン、PHS。また、そのシリーズ機やシリーズ全般を指す場合もある。
本稿では主に、大型の液晶を搭載した狭義でのW-ZERO3（WS003SH,WS004SH）について解説する。
シリーズ機として他に、ダイヤルキーを搭載し小型化したW-ZERO3 [es](WS007SH)、及びその後継機Advanced／W-ZERO3 [es](WS011SH)、Advanced／W-ZERO3 [es]の後継機WILLCOM 03(WS020SH)などがある。これらについては各記事を参照のこと。

## 概要
名前の由来は、「W」はウィルコムの英語表記「WILLCOM」、搭載OSである「Windows Mobile」、 無線LANとPHS端末機能を表す「Wireless」のそれぞれの頭文字を、「ZERO」は携帯電話もPCも超えた新たなものを作り上げていくという意味を、「3」は「第3のコミュニケーションと、PHS通信、PHSボイス、無線LANという3WAYコミュニケーション」の意味で名づけられた。
iPhone登場前の時代、従来型の携帯電話がシェアの殆どを占める中、異色の携帯電話として注目された。
基本的にはPocket PCの後継OSであるWindows Mobileを搭載したPDAである。また、通信機能を内蔵したスマートフォンでもあり、PHS端末としての音声通話機能、Eメール送受信機能やライトメール機能も併せ持っている。また、NetBSDが移植されている。
PDAとしての大きな特徴として、タッチパネル液晶画面の他、入力デバイスとしてバネ付きスライド機構のQWERTY配列キーボードを搭載している。通常、キーボードは本体下部に格納されており、下部を右にずらすことで現れる。また、Microsoft ActiveSyncを使ってパソコンとデータを同期することができる。
主な通信機能はW-SIMおよび内蔵型無線LAN（IEEE 802.11b準拠）によって提供される。付属のUSBケーブルを用いてパソコン本体と接続することにより、W-ZERO3をモデムとして利用することも可能。
ブラウザはInternet Explorer Mobileがプリインストールされているほか、ウィルコムの公式ポータルサイトであるCLUB AIR-EDGEより、Opera for W-ZERO3が無償で提供されている。また、Microsoft Office Mobileがプリインストールされており、データの閲覧だけでなく編集も可能である。
そのほかにも、個人・企業で開発されているWindows Mobile対応アプリケーションをAIR-EDGEやPC経由でインストールすることができ、自分好みの仕様にすることも可能である。このようなソフトウェア面でのカスタマイズの自由さも、W-ZERO3の人気の理由のひとつであった。
時代に先駆けたスマートフォンであったが、iPhoneのように広がりを見せることはできなかった。

## 端末

### WS003SH
2005年12月14日発売。初代W-ZERO3。キーボード搭載のスマートフォンとして、その発表と同時に注目を集めた。シャープ製端末はDDIポケット時代には供給実績が無く、ウィルコム初である。予約受付開始日には店頭に200人以上が並び、予約で初回出荷分が満了するなど、発売即日に完売する店舗が続出した。ウィルコムストアも注文が殺到したためにサーバが異常に繋がりにくくなり、抽選販売が行われるなど、長らく低迷が伝えられていたPDA業界では久々のスマッシュヒットとなる機種となった。発売後6か月足らずで販売台数15万台を達成した。設定カラーは当初「ブラック」(B)のみで、2006年3月に「シャンパンシルバー」(S)が追加発売された。

### WS004SH
2006年6月22日発売。ブランドはWS003SHと同じW-ZERO3。WS003SHのハイスペック版として、内蔵フラッシュメモリを256MBに増強し、Windows Mobile 5.0の最新版のセキュリティ関連のアップデートが加えられた。そのほか電子辞書ソフトウェアの「DicLand」をプリインストールし、Eメールや、ライトメール用のアプリケーションが改良されたモデル。設定カラーはガンメタリック、パールホワイトの2色である。

### WS007SH
2006年7月27日発売。ブランドはW-ZERO3 [es]（ダブリュ・ゼロスリー・エス）。液晶のサイズを2.8インチに抑えると共にダイヤルキーを搭載し、スタイルもより携帯電話に近い物としたモデル。

### WS011SH
2007年7月19日発売。ブランドはAdvanced／W-ZERO3[es]（アドバンスト・ダブリュ・ゼロスリー・エス、略称「アドエス」）。Windows Mobile 6.0搭載、WS007SHの後継機として液晶の大型化しつつ筐体の小型化、WS007SHで省かれた無線LAN機能が復活、Xcrawl（エクスクロール）、赤外線通信などの新たな機能が追加されたモデル。

### WS020SH
2008年6月27日発売。ブランドはWILLCOM 03（ウィルコム　ゼロスリー）。Windows Mobile 6.1搭載、WS011SHの後継機として全長の小型化、ワンセグチューナーやBluetoothの追加、メインカメラの高画素化、イルミネーションキーの採用といった改良が加えられているモデル。

### WS027SH
2010年1月28日発売。ブランドはHYBRID W-ZERO3（ハイブリッド・ダブリュ・ゼロスリー）。Windows Mobile 6.5搭載、「W-OAM typeG」対応W-SIMと「W-CDMA(3.5G)」（WILLCOM CORE 3G）対応によるデータ通信に両対応している。また、PHS方式W-SIMモジュールを抜いてサードパーティオプションのGSM方式W-SIMモジュールを刺すことで海外のGSM方式エリアでの通信も利用できる。GSM用のSIMカードスロットは本体側に用意してある。

### 各機種の比較
| 機種名                                   | 機種名                                   | W-ZERO3                                         | W-ZERO3                                         | W-ZERO3 [es]                                    | Advanced / W-ZERO3 [es]                         | WILLCOM 03                                      | HYBRID W-ZERO3                                       |
| 機種名                                   | 機種名                                   | WS003SH                                         | WS004SH                                         | WS007SH                                         | WS011SH                                         | WS020SH                                         | WS027SH                                              |
| ---------------------------------------- | ---------------------------------------- | ----------------------------------------------- | ----------------------------------------------- | ----------------------------------------------- | ----------------------------------------------- | ----------------------------------------------- | ---------------------------------------------------- |
| 発売日                                   | 発売日                                   | 2005年 12月14日                                 | 2006年 6月22日                                  | 2006年7月27日                                   | 2007年7月19日                                   | 2008年6月27日                                   | 2010年1月28日                                        |
| OS                                       | OS                                       | Windows Mobile 5.0                              | Windows Mobile 5.0                              | Windows Mobile 5.0                              | Windows Mobile 6                                | Windows Mobile 6.1                              | Windows Mobile 6.5                                   |
| CPU                                      | CPU                                      | Intel PXA270 416MHz                             | Intel PXA270 416MHz                             | Intel PXA270 416MHz                             | Marvell PXA270 520MHz                           | Marvell PXA270 520MHz                           | Qualcomm MSM7200A、 ARM11 528MHz                     |
| 画面                                     | 種類                                     | モバイルASV液晶（タッチパネル、バックライト付） | モバイルASV液晶（タッチパネル、バックライト付） | モバイルASV液晶（タッチパネル、バックライト付） | モバイルASV液晶（タッチパネル、バックライト付） | モバイルASV液晶（タッチパネル、バックライト付） | モバイルASV液晶（タッチパネル、バックライト付）      |
| 画面                                     | 解像度                                   | 640×480ドット                                   | 640×480ドット                                   | 640×480ドット                                   | 800×480ドット                                   | 480×800ドット                                   | 480×854ドット                                        |
| 画面                                     | 大きさ                                   | 3.7型                                           | 3.7型                                           | 2.8型                                           | 3型                                             | 3型                                             | 3.5型                                                |
| 画面                                     | 色数                                     | 65,536色                                        | 65,536色                                        | 65,536色                                        | 65,536色                                        | 65,536色                                        | 262,144色                                            |
| FlashROM                                 | 合計                                     | 128MB                                           | 256MB                                           | 128MB                                           | 256MB                                           | 256MB                                           | 512MB                                                |
| FlashROM                                 | ユーザーエリア                           | 不明                                            | 197MB                                           | 60MB                                            | 155MB                                           | 135MB                                           | 不明                                                 |
| SDRAM（ワークエリア）                    | SDRAM（ワークエリア）                    | 64MB                                            | 64MB                                            | 64MB                                            | 128MB                                           | 128MB                                           | 256MB                                                |
| 通信機能                                 | PHS                                      | W-SIM                                           | W-SIM                                           | W-SIM                                           | W-OAM対応W-SIM                                  | W-OAM対応W-SIM                                  | W-OAM typeG対応W-SIM                                 |
| 通信機能                                 | ワイヤレスLAN                            | IEEE802.11b                                     | IEEE802.11b                                     | -                                               | IEEE802.11b/g                                   | IEEE802.11b/g                                   | IEEE802.11b/g                                        |
| 通信機能                                 | 赤外線通信                               | -                                               | -                                               | -                                               | IrDA1.2/IrMC1.1/IrSS                            | IrDA1.2/IrMC1.1/IrSS                            | IrDA1.2 /IrMC1.1                                     |
| 通信機能                                 | Bluetooth                                | -                                               | -                                               | -                                               | -                                               | Bluetooth 2.0                                   | Bluetooth 2.0                                        |
| 通信機能                                 | W-CDMA                                   | -                                               | -                                               | -                                               | -                                               | -                                               | W-CDMA 800/2100MHz、 HSDPA 7.2Mbps、 HSUPA 5.7Mbps、 |
| カードスロット                           | カードスロット                           | miniSDカードスロット                            | miniSDカードスロット                            | miniSDカードスロット                            | microSDカードスロット                           | microSDカードスロット                           | microSDカードスロット                                |
| カードスロット                           | カードスロット                           | W-SIMスロット                                   |                                                 |                                                 |                                                 |                                                 |                                                      |
| カードスロット                           | カードスロット                           | -                                               | -                                               | -                                               | -                                               | -                                               | FOMAカードスロット                                   |
| 接続端子                                 | 接続端子                                 | USB端子 （miniBコネクター）                     | USB端子 （miniBコネクター）                     | USB端子 （miniABコネクター）                    | USB端子 （miniABコネクター）                    | USB端子 （microABコネクター）                   | USB端子 （microABコネクター）                        |
| 接続端子                                 | 接続端子                                 | イヤホンマイク端子（平型）                      |                                                 |                                                 |                                                 |                                                 |                                                      |
| 接続端子                                 | 接続端子                                 | -                                               | -                                               | -                                               | 赤外線通信ポート                                | 赤外線通信ポート                                | 赤外線通信ポート                                     |
| 接続端子                                 | 接続端子                                 | -                                               | -                                               | -                                               | 卓上ホルダ 接続端子                             | 卓上ホルダ 接続端子                             | -                                                    |
| 電源                                     | 電源                                     | リチウムイオン充電池、ACアダプター              | リチウムイオン充電池、ACアダプター              | リチウムイオン充電池、ACアダプター              | リチウムイオン充電池、ACアダプター              | リチウムイオン充電池、ACアダプター              | リチウムイオン充電池、ACアダプター                   |
| 連続通話時間                             | 連続通話時間                             | 5時間                                           | 5時間                                           | 7時間                                           | 7時間                                           | 6時間                                           | 5時間                                                |
| 連続待受時間                             | 連続待受時間                             | 200時間                                         | 200時間                                         | 500時間 300時間                                 | 500時間 300時間                                 | 420時間 250時間                                 | 400時間 200時間                                      |
| テレビ機能                               | テレビ機能                               | -                                               | -                                               | -                                               | -                                               | ワンセグ                                        | -                                                    |
| カメラ有効画素数                         | カメラ有効画素数                         | 133万画素                                       | 133万画素                                       | 131万画素                                       | 131万画素                                       | 200万画素                                       | 500万画素                                            |
| 日本語入力システム                       | 日本語入力システム                       | Microsoft IME                                   | Microsoft IME                                   | Microsoft IME、ATOK                             | Microsoft IME、ATOK                             | Microsoft IME、 ケータイShoin                   | Microsoft IME、 ケータイShoin                        |
| 外形寸法（本体閉時、 突起部除く/最薄部） | 外形寸法（本体閉時、 突起部除く/最薄部） | 70×130×26mm                                     | 70×130×26mm                                     | 56×135×21mm                                     | 50×135×17.9mm                                   | 50×116×17.9mm                                   | 53×120×16.9mm                                        |
| 質量（充電池含む）                       | 質量（充電池含む）                       | 220g                                            | 220g                                            | 175g                                            | 157g                                            | 135g                                            | 158g                                                 |

1. ↑  Microsoft Windows Mobile 5.0 software for Pocket PC 日本語版
2. ↑  Microsoft Windows Mobile 6 Classic 日本語版
3. ↑  Microsoft Windows Mobile 6.1 Classic 日本語版
4. ↑  Microsoft Windows Mobile 6.5 Professional 日本語版
5. ↑  出荷時の空き容量は169MB
6. ↑  出荷時の空き容量は107MB
7. ↑  出荷時の空き容量は60MB
8. 1 2 3  電波状態ランプ消灯時
9. 1 2  電波状態ランプ点灯時
10. ↑  W-CDMA OFF時
11. ↑  W-CDMA ON時
12. ↑  オートフォーカス付
13. ↑  手ブレ補正、オートフォーカス対応
14. ↑  ケータイShoin6 for WS020SH
15. ↑  ケータイShoin for WS027SH
16. 1 2  スタイラス含む